# Patkó Imre Gyűjtemény
A Patkó Imre gyűjtemény Győrött, a Xántus János Múzeum főépülete melletti házban található a Széchenyi tér 4. szám alatt.

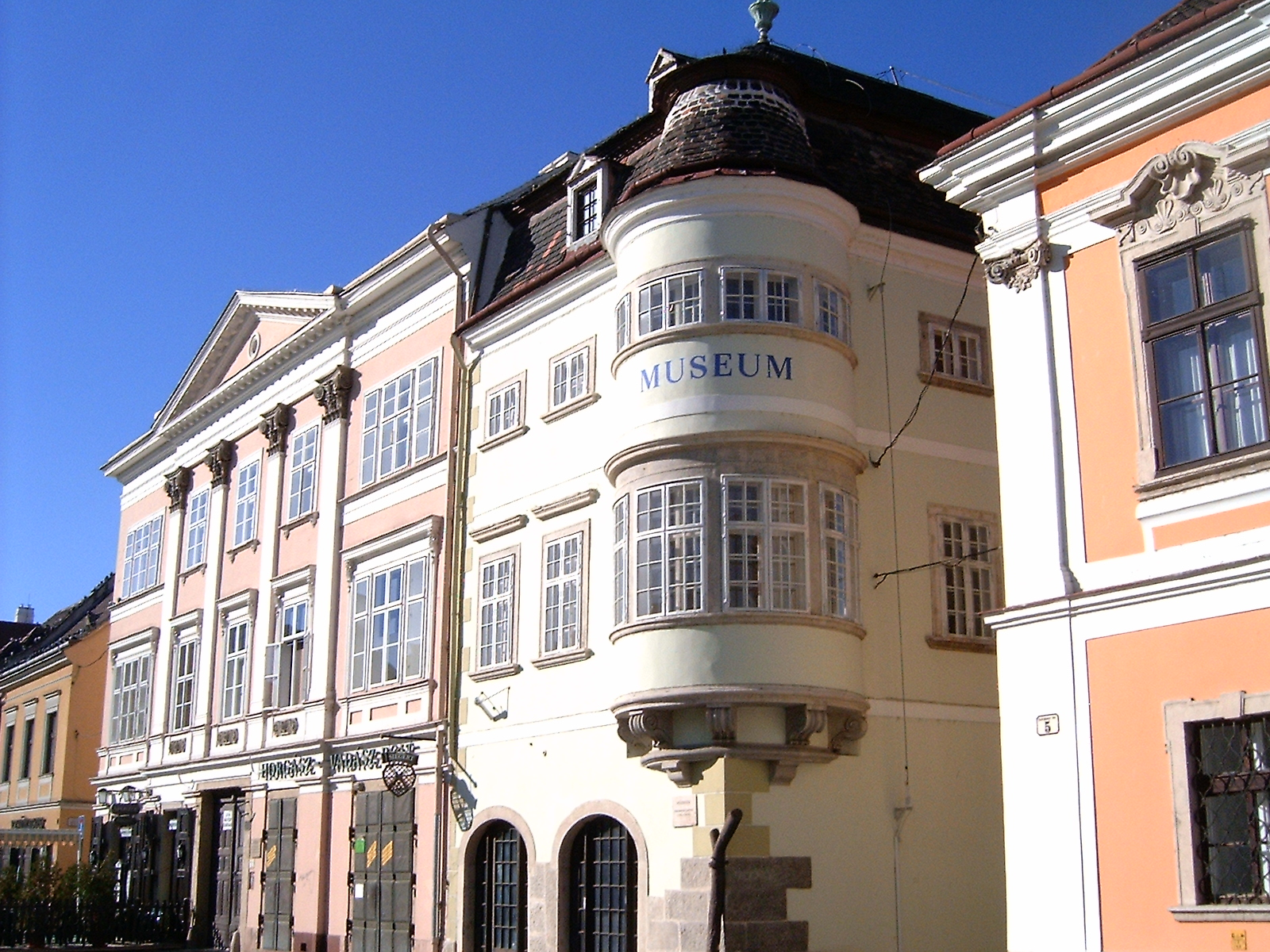
A vastuskós ház Győrben

A Győrött élt Patkó Imre újságíró, művészettörténész nem volt szisztematikus gyűjtő. Eklektikus, egymástól jól elkülöníthető, illetve elhatárolható gyűjteményt hagyományozott a városra.
- 20. századi képzőművészeti, festészeti és grafikai alkotásokból,
- távol keleti, afrikai törzsi művészeti anyagból áll legnagyobb része.

Az épületbe a legendás Vastuskós ház oldalbejáratán keresztül juthatunk be. Az épülethez két legenda is fűződik. A vastuskó nem legenda, hanem cégér. Az pedig, hogy a padlástér apró ablakai azért lennének oly picinyek, mert ott a győri pasa háreme lett volna, közismert mese.
A II. emeleten található a képzőművészeti gyűjtemény. A magyar festőművészet számos irányzata és iskolája szerepel benne. A századfordulós alkotásoktól, a hetvenes, nyolcvanas években dolgozókig, hazai mesterektől kezdve a külföldre szakadt művészekig egyaránt.
A padlástérben más világ fogad. Itt minden ismeretlen. Talán a távol-keleti képző-, és iparművészeti alkotások filmekről, olvasmányainkból beszűrődnek emlékezetünkbe. A törzsi anyag azonban teljesen ismeretlen, viszont annál érdekesebb. Képtelenség a sok tárgyból valamit is kiemelni. Jellemzők a maszkok. Több törzs maszkjai is láthatók. Anyaguk, megformálásuk más és más, funkciójuk azonos. Viselőjüknek földöntúli erőt kölcsönöztek. Varázslat, művészet, egzotikum ötvözetével találkozhatunk. Kevés helyen lelhetünk fel hasonlót.

## Külső hivatkozások
- https://web.archive.org/web/20060115230141/http://www.vendegvaro.hu/33-377
- https://web.archive.org/web/20070211053709/http://www.kulturinfo.hu/moreinfo.gcw?prgid=4124
- http://www.iranymagyarorszag.hu/patko_imre_gyujtemeny/I301918/
- http://www.artportal.hu/lexikon/mugyujtok/patko_imre Archiválva 2007. május 2-i dátummal a Wayback Machine-ben
- https://web.archive.org/web/20070218233623/http://www.gyortourism.hu/index.php?mod=static&pageid=3